# Monika Agopsowicz
Monika Agopsowicz (ur. 1961) – filolog, członkini Rady Fundacji Kultury i Dziedzictwa Ormian Polskich.

## Życiorys
Pochodzi z ormiańskiej rodziny Hasso Agopsowiczów. Córka Tadeusza Agopsowicza i Teresy z domu Zajewskiej. Mieszka w Sulejówku. W latach 2002–2007 razem z mężem wydawała gazetę „Lokalna: dwutygodnik Wesołej, Sulejówka, Okuniewa, Halinowa”. Współpracuje z portalem Wiki.Ormianie, Wirtualne Archiwum Polskich Ormian oraz redakcją czasopisma ormiańskiego „Awedis”.
Współtworzyła Fundację Kultury i Dziedzictwa Ormian Polskich w Warszawie. W latach 2006–2009 pełniła funkcję przewodniczącej Rady Fundacji.
Jej mężem jest Władysław Deńca.

## Publikacje
- Kresowego Pokucia początek. Ormianie Kraków 2022[9]
- Kresowe Pokucie. Rzeczpospolita ormiańska Kraków 2014[10]
- Ormiańska Warszawa 2012[8](wspólautorzy: Krzysztof Stopka, Andrzej A. Zięba, Armen Artwich)[11]

## Nagrody
- 2023: Nagroda „Przeglądu wschodniego” 2022 w kategorii Popularyzacja tematyki wschodniej[12]
- 2010: Nagroda Fundacji Polcul za działalność na rzecz budowy społeczeństwa obywatelskiego i przybliżania kultury i tradycji polskich Ormian[13]

- 2014: Nagroda im. Oskara Haleckiego w konkursie Książka Historyczna Roku w kategorii Najlepsza książka popularnonaukowa poświęcona historii Polski w XX wieku[12]
- 2014: Krzyż Zasługi za działalność społeczną
- 2013: Nagroda Klio I stopnia w kategorii varsaviana za album Ormiańska Warszawa[11]
- 2013: Nagroda im. Hanny Szwankowskiej za album Ormiańska Warszawa[11]
- 2013: Nagroda Złotego Gryfa za album Ormiańska Warszawa[11]
- 2013" Nagroda Programu I Polskiego Radia za pomysł „Archiwum ormiańskiej rodziny” w ramach akcji „Zostań rodzinnym archiwistą”[14].